# Hokkaido Nippon-Ham Fighters
O Hokkaido Nippon-Ham Fighters é um clube profissional de beisebol sediado em Sapporo, Hokkaido, Japão. A equipe disputa a Nippon Professional Baseball. A casa da equipe é Sapporo Dome.

## História
Foi fundado em 1946.